# Ла-Меогон
Ла-Меого́н (фр. La Méaugon, брет. Lanvealgon, галло Laméaugon) — коммуна во Франции, находится в регионе Бретань. Департамент — Кот-д’Армор. Входит в состав кантона Плуфраган. Округ коммуны — Сен-Бриё.
Код INSEE коммуны — 22144.

## География
Коммуна расположена приблизительно в 390 км к западу от Парижа, в 100 км северо-западнее Ренна, в 6 км к западу от Сен-Бриё.
Вдоль восточной границы коммуны протекает река Гуэ.

## Население
Население коммуны на 2016 год составляло 1 286 человек.
| 1962 | 1968 | 1975 | 1982 | 1990 | 1999 | 2008 | 2016 |
| ---- | ---- | ---- | ---- | ---- | ---- | ---- | ---- |
| 547  | 550  | 572  | 785  | 993  | 1122 | 1295 | 1286 |

## Экономика
В 2007 году среди 849 человек в трудоспособном возрасте (15—64 лет) 633 были экономически активными, 216 — неактивными (показатель активности — 74,6 %, в 1999 году было 70,3 %). Из 633 активных работали 602 человека (319 мужчин и 283 женщины), безработных было 31 (16 мужчин и 15 женщин). Среди 216 неактивных 99 человек были учениками или студентами, 85 — пенсионерами, 32 были неактивными по другим причинам.

## Фотогалерея

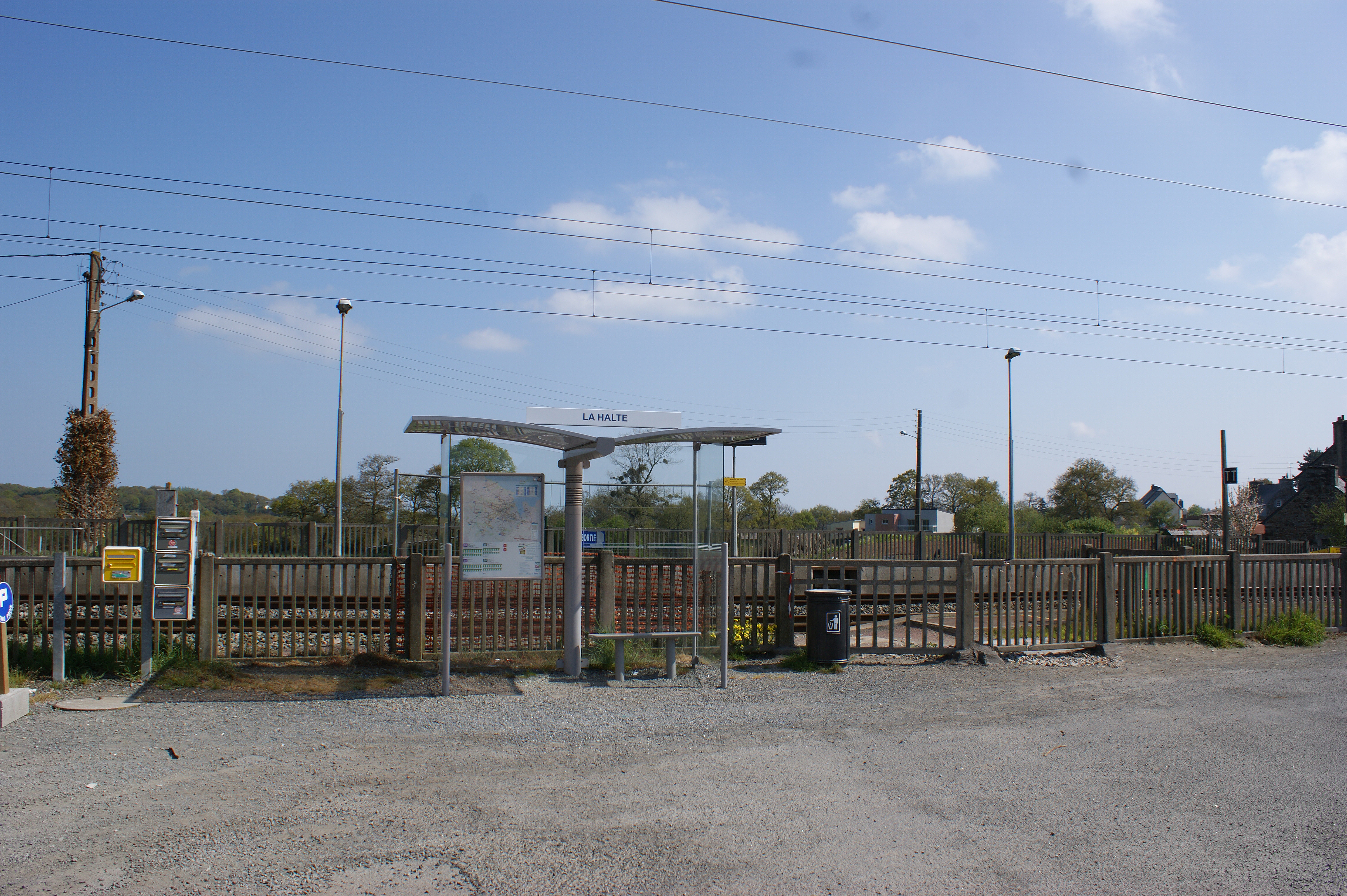
Вокзал
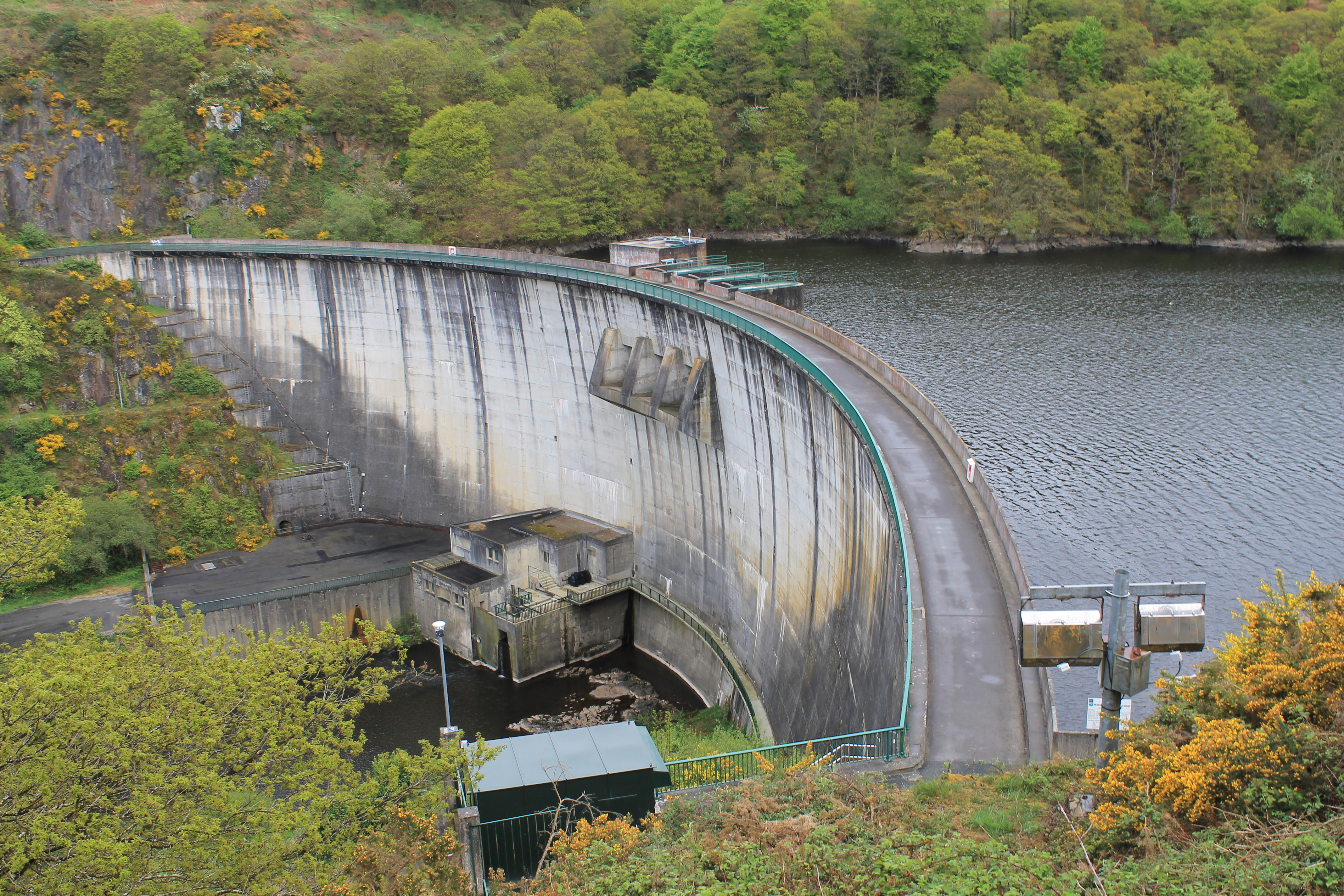
Плотина Сен-Бартелеми
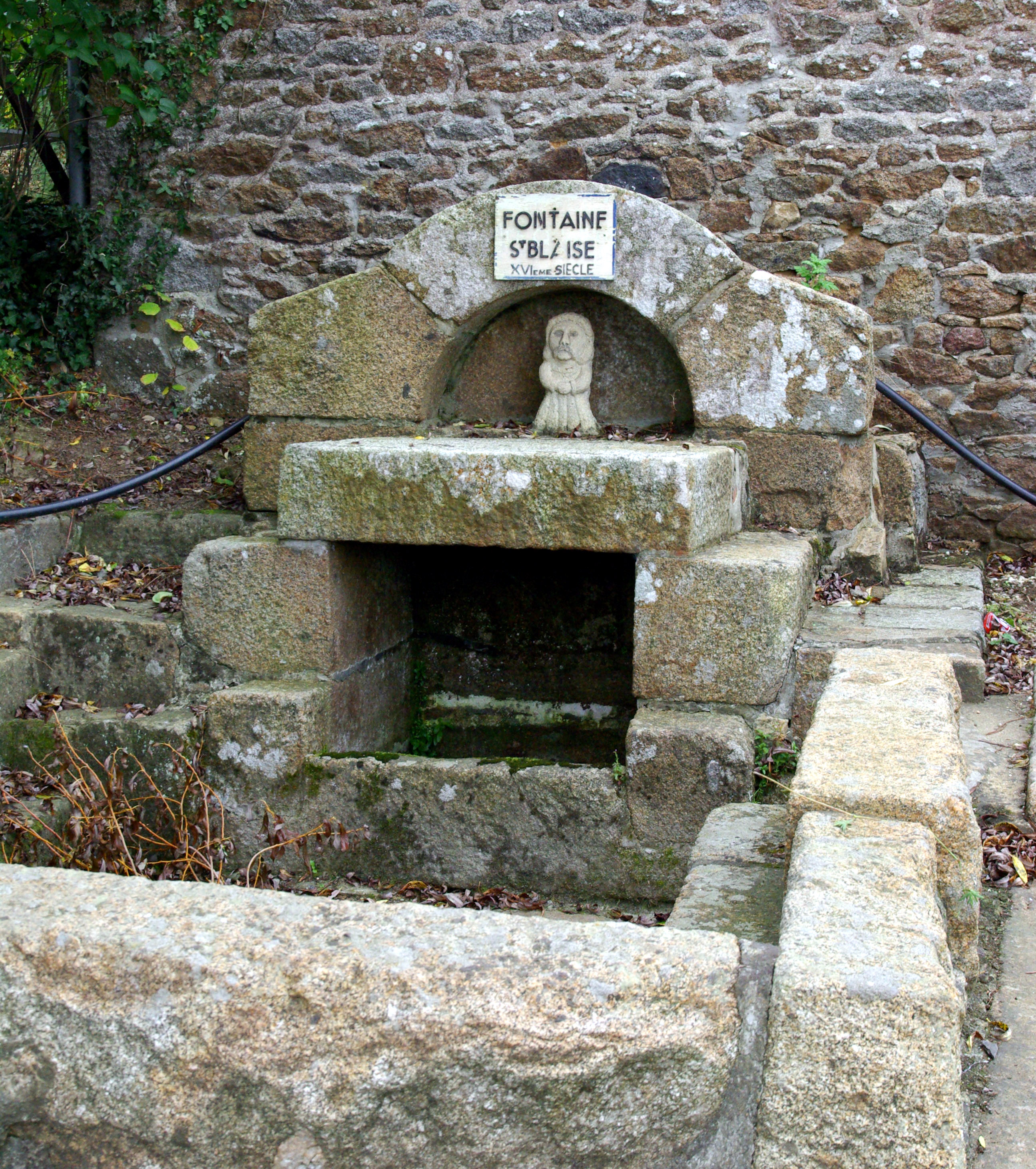
Фонтан Сен-Блез